# Dillard & Clark
Dillard & Clark var en amerikansk musikgrupp som hörde till pionjärerna inom countryrocken. Den bildades 1968 av den tidigare The Byrds-medlemmen Gene Clark och Doug Dillard från The Dillards. Bland övriga medverkande på gruppens två album märktes inte minst Bernie Leadon. Också andra musiker bidrog, bland andra Chris Hillman, Sneaky Pete Kleinow, Byron Berline och Michael Clarke.
Bildandet av Dillard & Clark föregicks av att Dillard 1968 gav ut soloalbumet The Banjo Album, på vilket bland andra Clark och Leadon medverkade. Efter att ha fått kontrakt med A&M Records gav duon ut debutalbumet The Fantastic Expedition of Dillard & Clark i oktober 1968. I augusti 1969 kom uppföljaren Through the Morning, Through the Night. Efter detta bröts samarbetet. Dillard och Clark fortsatte båda som soloartister, medan Leadon senare bildade countryrockbandet Eagles.

## Diskografi
Studioalbum
- 1968 – The Fantastic Expedition of Dillard & Clark
- 1969 – Through the Morning, Through the Night

Singlar
- 1968 – "Train Leaves Here This Mornin' " / "Out On The Side"
- 1969 – "Why Not Your Baby" / "The Radio Song"
- 1970 – "Don't Let Me Down" / "Rocky Top"
- 2012 – "Why Not Your Baby" / "Lyin' Down The Middle"